# Spiraea mollifolia
Spiraea mollifolia är en rosväxtart som beskrevs av Alfred Rehder. Spiraea mollifolia ingår i släktet spireor, och familjen rosväxter. Utöver nominatformen finns också underarten S. m. glabrata.